# Aristida setifolia
Aristida setifolia är en gräsart som beskrevs av Carl Sigismund Kunth. Aristida setifolia ingår i släktet Aristida och familjen gräs. Inga underarter finns listade i Catalogue of Life.